# Анални вентил
Анални вентил или анална валвула (лат. Valvulae anales) јесте мали хоризонтални набор који уједињује доње крајеве било које две суседне аналне структуре аналног канала. Анални вентил формира доњу границу аналног синуса и разграничава ниво пектинатне линије.

## Терминологија
Вентил јесте структура шупљег органа налик клапни (валвули) која омогућава једносмерни проток течности кроз њега, 
Сфинктер, јесте прстенасти мишић који може да контрахује или затвори телесни пролаз или отвор.
Вентил и сфинктер су две структуре које врше сличне функције у нашем телу. Обе структуре олакшавају проток течности у једном смеру и спречавају повратни ток садржаја. Вентил је попут улазних врата која се отварају само у једном правцу. То је структура шупљег органа налик клапни (вентилу). С друге стране, сфинктер је прстен попут мишића који се може опустити или стегнути.

## Анатомија
Горње 2/3 аналног канала има уздужне наборе или узвишења слузнице тунике. Његова слузокожа је обложена једноставним стубастим епителом. Лумен аналног канала представља, у својој горњој половини, већи број вертикалних набора, насталих савијањем слузокоже и дела мишићног ткива. Они су познати као анални стубови (ректални стубови; Моргагни), и одвојени су један од другог браздама (анални синуси; ректални синуси), које се завршавају доле малим наборима налик залисцима, који се спајају и носе назив анални вентил.